# Balduin, das Nachtgespenst
Balduin, das Nachtgespenst (Originaltitel: Le Tatoué) ist eine französisch-italienische Filmkomödie aus dem Jahr 1968. Unter der Regie von Denys de La Patellière spielt Louis de Funès einen Kunsthändler, dem seine Gier nach immer mehr Vermögen von einem Kriegsveteranen ausgetrieben wird. Kinopremiere in Deutschland war am 21. März 1969; Alternativtitel sind Ein Giftzwerg macht Rabatz und Oscar lässt das Sausen nicht.

## Handlung
Balduin Mezeray (im Original „Félicien Mezeray“) ist Kunsthändler und zu Besuch bei einem seiner Künstler, dem ein alter Herr Modell sitzt. Gerade, als sich dieser wieder ankleiden will, entdeckt Mezeray auf dem Rücken des betagten Mannes einen „Modigliani“, ein Kunstwerk, das der Meister ihm in jungen Jahren nach dem Ersten Weltkrieg im Jahr 1919 bei einer Siegesfeier auf die Haut tätowiert hat.
Mezeray wittert das große Geschäft und bedrängt den Kriegsveteranen Legrain, ihm das Bild zu verkaufen. Dieser zögert zunächst, lässt sich dann aber doch auf das Geschäft ein, nachdem Balduin ihm zugesagt hat, sein Wochenend-Häuschen etwas auf Vordermann zu bringen. Letzteres stellt sich als baufälliges Schloss heraus und der Kriegsveteran als waschechter Graf. Immer noch das große Geschäft witternd, lässt sich Balduin so manche Macke des exzentrischen Aristokraten gefallen.
Mit der Zeit bemerkt Balduin, dass der seltsame Herr ihm Dinge aufzeigt, die bisher an ihm vorübergegangen sind, und der alte Graf entdeckt durchaus ehrliche und liebenswürdige Züge an dem scheinbar so geldgierigen Kunsthändler Balduin.

## Hintergrund
Olivier de Funès, Sohn von Louis de Funès, berichtete in einem Interview 1997 davon, dass die beiden Hauptdarsteller dieses Films sich zwar als hervorragende Schauspieler gegenseitig respektierten, privat jedoch hatten sie keine sehr große Meinung voneinander.
Bei dem baufälligen Schloss im Film handelt es sich um Château de Paluel im Département Dordogne.

## Kritiken
„Die Verwirrung dieser Exposition nutzt die Regie zu kurioser Situationskomik; beide Hauptdarsteller ergänzen sich prächtig und tragen den nicht immer dichten Film.“

„Turbulente Fortsetzung der Klamauk-Serie mit Louis de Funès; anspruchslos unterhaltsam.“

„Mit Louis de Funes und Jean Gabin treffen zwei Extreme aufeinander: Der ruhige, in sich rein brummelnde Gabin und der allzeit hektische Funes. Aber genau hierin liegt der Witz dieser ansonsten von der Story ziemlich dünn angelegten Klamotte.“

„Dem komödiantischen Vermögen von Louis de Funès und Jean Gabin steht ein nachlässig zusammengestückeltes Drehbuch zur Verfügung. Freunde der beiden Stars werden dennoch stellenweise auf ihre Kosten kommen.“